# Кала-Фатлар
Кала-Фатлар (крим. Qala Fatlar; також Кучук-Мускомський ісар, Калафатлар) — руїни середньовічного, ймовірно феодального, замку в Бахчисарайському районі Автономної Республіки Крим.
Розташований у південно-західній частині Криму, на узбережжі між Балаклавою та мисом Айя в 4 км на південний захід від села Кючюк-Мускомія біля однойменної гори на вершині скелі Інжир. Назва виводять від слова «калафат», що в перекладі з тюркських мов «головний убір яничара» або за іншою версією «кала-фатлар» — «фортеця загарбників». Також припускають, що замок створювався як контрольний шлях від Балаклави вздовж берега. Припускають, що виник він раніше XIII століття; історик Євген Недєлкін вважає, що укріплення належало князівству Феодоро.Інші дослідники вважають, що замок загинув ще до заснування генуезької факторії в Чембало — зруйнований генуезцями як загроза колонії.
Імовірно замок датується XIII—XIV століттям, археологічних розкопок на пам'ятці не проводили, дослідження обмежувалися візуальним обстеженням плану і збором підйомного матеріалу X—XI століття. Перша коротка згадка про Кучук-Муском ісар містилася в неопублікованій роботі Миколи Рєпніков 1940 року, присвяченій пам'яткам Південнобережжя.
Стіни фортеці, товщиною 2,2-2,3 м, були складені з великих необроблених каменів на пісочно-вапняному розчині. Перешийок між фортецею і східними обривами гірського масиву Кала-Фатлар завширшки 135 м був перегороджений стіною такої самої кладки при товщині 2,2-2,4 м — залишки стіни виступають на поверхні на 0,8-1 м. У стіні є прохід, біля якого руїни двокамерної споруди розміром 9,1 на 3,5 м, що примикає до стіни з півдня. Стіни ісара відгороджували майданчик розміром 33 на 35 м, на східному фланзі, імовірно, стояла вежа, нині сильно зруйнована (стіна збереглася заввишки до 3 м).